# Keith Ape
Keith Ape, pseudonimo di Lee Dong-heon (Seul, 25 dicembre 1993), è un rapper sudcoreano.
Il 1º gennaio 2015 pubblica il brano 잊지마 (It G Ma). Nel 2015, su Billboard, il brano K-Town ha raggiunto la quinta posizione della top list 2015 di musica K-pop.

## Stile musicale
Keith Ape è stato definito un "OG Maco coreano" e si è esibito al South by Southwest nel 2015, insieme a Young Thug, Desiigner, Waka Flocka Flame, Yung Lean, XXXTentacion e altri. Il suo concerto al SOB nel 2015 è stato inserito tra i primi 40 scelti dal New York Times, la quale lo ha definito come "caos sfrenato" e "chiaro erede del caos Southern rap".

## Controversie
Il 4 febbraio 2015 è stato accusato dal rapper americano OG Maco di appropriazione culturale. Ha rivendicato inoltre che Keith Ape e i suoi amici lo avevano deriso usando degli stereotipi neri per vendere musica nel loro video musicale di It G Ma. Ha anche affermato di aver rubato la base per il loro brano dal suo singolo di debutto U Guessed It. A partire dal 13 agosto 2015, OG Maco incassa le royalties da It G Ma e da allora ha cancellato i suoi tweet riguardo alle sue accuse di appropriazione culturale. Ciononostante, declinò l'invito di Keith Ape a far parte di una successiva versione remix di It G Ma.

## Discografia

### Album in studio
- 2014 – Project: Brainwash (con G2)

### EP
- 2018 – BORN AGAIN